# سد بني قيس
سد بني قيس هو سد ترابي في منطقة عسير في المملكة العربية السعودية؛ افتتح في عام 2005،  بغرض التحكم في السيول الواردة من الوادي نظرا لما تسببه من دمار أثناء جريان الوادي.

## الموقع
يقع سد بني قيس شمال مركز خاط في الجنوب الشرقي لمحافظة المجاردة في منطقة عسير، ويبعد تقريبا (على خط مستقيم) 12 كيلو متر شرق مركز المحافظة.

## الخصائص
أنشئ سد بني قيس سنة 2005، حاجز السد من النوع الترابي من أجل استعاضة مياه الآبار الجوفية وتوفير مياه الشرب لسكان المنطقة والاستفادة من موارد المياه في وادي بني قيس، يبلغ طول السد 130 مترًا وارتفاعه يبلغ 15 مترًا وبسعة تخزينية تفوق 117 ألف متر مكعب. بلغت تكاليف إنجاز السد 5 359 320 ريال

## منتجع
يعتبر سد بني قيس منتجعاً سياحياً يرتاده الزوار إضافة إلى دوره في مجالات الزراعة.

## وصلات خارجية
- سيول سد بني قيس مركز خاط على يوتيوب